# اقتصاد اتریش
اقتصاد اتریش، یک اقتصاد بازار اجتماعی توسعه‌یافته است. این کشور یکی از چهارده کشور ثروتمند از نظر سرانهٔ تولید ناخالص داخلی است. تا دهه ۱۹۸۰، بسیاری از شرکت‌های بزرگ صنعتی در اتریش ملی شدند. در سال‌های اخیر، خصوصی‌سازی دارایی‌های دولتی را به سطحی قابل مقایسه با سایر اقتصادهای اروپایی کاهش داده است. جنبش‌های کارگری به‌طور خاص در اتریش قوی هستند و تأثیر زیادی بر سیاست کارگری دارند. در کنار صنایع توسعه‌یافته، گردشگری بین‌المللی مهم‌ترین بخش اقتصاد ملی را تشکیل می‌دهد.
آلمان از لحاظ تاریخی شریک تجاری اصلی اتریش بوده و این امر منجر به آسیب‌پذیری اقتصاد اتریش در برابر تغییرات سریع در اقتصاد آلمان شده است. با این حال، اتریش پس از عضویت در اتحادیهٔ اروپا، روابط نزدیک‌تری با دیگر اقتصادهای اتحادیه اروپا برقرار نمود. این امر منجر به کاهش وابستگی اقتصادی آن به آلمان شد. علاوه‌بر این، عضویت اتریش در اتحادیهٔ اروپا باعث هجوم سرمایه‌گذاران خارجی نیز شده است. این سرمایه‌گذاران عمدتاً به دلیل دسترسی اتریش به بازار واحد اروپا و نزدیکی این کشور به اقتصادهای مشتاق اتحادیهٔ اروپا جذب شدند. رشد تولید ناخالص داخلی اتریش در سال‌های اخیر شتاب گرفته است. به‌طوری که در سال ۲۰۰۶ این رقم به ۳٫۳٪ رسید.
در سال ۲۰۰۴، اتریش با سرانهٔ تولید ناخالص داخلی (PPP) تقریباً ۲۷٬۶۶۶ یورو، چهارمین کشور ثروتمند اتحادیه اروپا بود. در آن زمان لوکزامبورگ، جمهوری ایرلند و هلند در صدر این فهرست قرار داشتند.
وین با سرانهٔ تولید ناخالص داخلی ۳۸٬۶۳۲ یورو؛ پس از لندن داخلی، لوکزامبورگ، منطقه پایتخت بروکسل و هامبورگ، در رتبهٔ پنجم ثروتمندترین منطقه اروپایی براساس طبقه‌بندی NUTS-2 قرار گرفته است (به اقتصاد اتحادیه اروپا مراجعه کنید).
رشد اقتصادی بین سال‌های ۲۰۰۲ و ۲۰۰۶ با ثبات بوده و بین ۱ تا ۳٫۳ در نوسان بوده است. پس از رسیدن به صفر درصد در سال ۲۰۱۳، شاخص رشد اقتصادی اندکی افزایش یافت. در سال ۲۰۱۶، رشد اقتصادی اتریش ۱٫۵٪ تعیین شد.

## تاریخ
از زمان پایان جنگ جهانی دوم، اتریش به رشد اقتصادی پایدار دست یافته است. در دهه ۱۹۵۰، تلاش‌های بازسازی برای اتریش منجر به دستیابی به میانگین نرخ رشد سالانه بیش از ۵ درصد به صورت واقعی و میانگین حدود چهار تا پنج درصد در دههٔ ۱۹۶۰ شد. در پی رشد متوسط تولید ناخالص داخلی واقعی، به ترتیب ۱٫۷٪، ۲٪ و ۱٫۲٪ در سال‌های ۱۹۹۵، ۱۹۹۶، و ۱۹۹۷؛ اقتصاد اتریش دوباره رونق گرفت. این روند با گسترش تولید ناخالص داخلی واقعی به میزان ۲٫۹٪ در سال ۱۹۹۸ و ۲٫۲٪ در سال ۱۹۹۹ ادامه یافت.
اتریش در ۱ ژانویه ۱۹۹۵ به عضویت اتحادیه اروپا درآمد. این عضویت مزایا و چالش‌های اقتصادی را به همراه داشت و سرمایه‌گذاران خارجی را به خود جلب کرد. این سرمایه‌گذاران به دلیل دسترسی اتریش به بازار واحد اروپایی جذب شدند. اتریش همچنین در بهبود موقعیت بین‌المللی خود پیشرفت‌هایی داشته است. به عنوان یکی از اعضای اتحادیه اقتصادی و پولی اتحادیه اروپا (EMU)، اقتصاد اتریش از نزدیک با سایر کشورهای عضو اتحادیه اروپا، به ویژه با آلمان، همگردان شده است. در ۱ ژانویه ۱۹۹۹، اتریش ارز جدید یورو را برای تمام کاربردهای حسابداری وضع کرد. در ژانویه ۲۰۰۲، اسکناس‌ها و سکه‌های یورو معرفی شده و جایگزین شیلینگ اتریش شدند.

## واحد پول

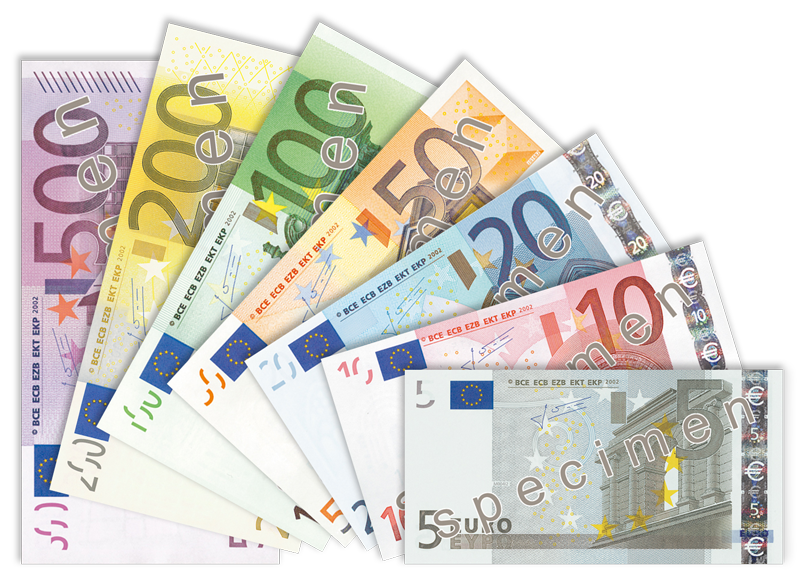
در سال ۱۹۹۹، اتریش واحد پول اروپایی، یورو را معرفی کرد. این واحد پول به‌همراه ۱۸ کشور عضو اتحادیه اروپا، منطقه یورو را تشکیل می‌دهد.

در اتریش، یورو در سال ۱۹۹۹ ظاهر شد. با این حال تمام سکه‌های یوروی اتریش در سال ۲۰۰۲ معرفی شده و برخلاف سایر کشورهای منطقه یورو که سال ضرب روی سکه حک می‌شود؛ عدد همین سال روی آن‌ها حک شده است. هشت طرح مختلف (یک طرح به ازای هر مقدار) برای سکه‌های اتریشی انتخاب شد. در سال ۲۰۰۷، اتریش به منظور هماهنگی با طرح «نقشهٔ مشترک» جدید؛ همانند بقیهٔ کشورهای منطقه یورو، روی مشترک سکه‌های خود را تغییر داد.
قبل از پذیرش یورو در سال ۲۰۰۲، اتریش از شیلینگ اتریش استفاده می‌کرد. این واحد پول اولین بار در دسامبر ۱۹۲۴ پایه‌گذاری شد. شیلینگ در پی آنشلوس در سال ۱۹۳۸ کنار گذاشته شد و پس از پایان جنگ جهانی دوم در نوامبر ۱۹۴۵ مجدداً استفاده شد.
اتریش دارای یکی از غنی‌ترین مجموعه‌های سکه‌های کلکسیونری در منطقه یورو است؛ به‌طوری که ارزش اسمی آن‌ها بین ۱۰ تا ۱۰۰ یورو می‌باشد. (اگرچه یک سکه ۱۰۰٬۰۰۰ یورویی به‌طور ویژه در سال ۲۰۰۴ ضرب شد). این سکه‌ها میراثی از روش‌های ملی سنتی ضرب سکه‌های نقره و طلا هستند. برخلاف پول‌های عادی، این سکه‌ها در منطقه یورو پول قانونی محسوب نمی‌شوند. به عنوان مثال، یک سکهٔ یادبود ۵ یورویی اتریشی را نمی‌توان در هیچ کشور دیگری استفاده کرد.

## خصوصی‌سازی، مشارکت دولتی و جنبش‌های کارگری
بسیاری از شرکت‌های بزرگ کشور، در اوایل دورهٔ پس از جنگ، ملی شدند تا از آن‌ها در برابر تسلط شوروی به عنوان غرامت جنگی حفاظت شود. برای سالیان متمادی، دولت و مجموعهٔ صنایع دولتی آن نقش بسیار مهمی در اقتصاد اتریش داشتند. با این حال، از اوایل دههٔ ۱۹۹۰، این ساختار از هم پاشید، شرکت‌های دولتی عمدتاً به عنوان کسب‌وکارهای خصوصی شروع به فعالیت کردند و تعداد زیادی از این شرکت‌ها به‌طور کامل یا جزئی خصوصی شدند. دولت هنوز هم برخی از شرکت‌ها، مجموعه‌های انحصاری، تأسیسات و خدمات را اداره می‌کند. پس از بحران مالی ۲۰۰۷–۲۰۰۸ دو بانک ملی شدند. از سال ۲۰۱۹، Österreichische Industrieholding (ÖBAG) سرمایه‌گذاری‌های جمهوری اتریش را در شرکت‌هایی که به‌طور جزئی یا کاملاً ملی شده‌اند مدیریت می‌کند. این سازمان پس از افشای پیام‌هایی که نشان می‌داد چگونه توماس اشمیت در انتصاب هیئت نظارت نقش اساسی داشته و به‌تنهایی مدیریت را برعهده گرفته بود است، مورد انتقادات شدیدی قرار گرفت. اتریش از صنعت، بانکداری، حمل و نقل، خدمات و تسهیلات تجاری عمدتاً توسعه‌یافته‌ای برخوردار است.
اتریش دارای یک جنبش کارگری قوی است. فدراسیون اتحادیه‌های کارگری اتریش (ÖGB) و اتحادیه‌های تشکیل‌دهندهٔ آن با حدود ۱٫۵ میلیون عضو بیش از نیمی از حقوق‌بگیران کشور را تشکیل می‌دهد. از سال ۱۹۴۵، ÖGB یک سیاست دستمزدی معتدل و اجماع‌محور را دنبال کرده و با صنایع، کشاورزان و دولت در زمینه‌های گسترده‌ای از مسائل اجتماعی و اقتصادی؛ در قالب آنچه «مشارکت اجتماعی اتریش» نامیده می‌شود؛ همکاری می‌کند. ÖGB اغلب با برنامهٔ دولت اشوسل برای تحکیم بودجه، اصلاحات اجتماعی و بهبود فضای کسب‌وکار مخالفت کرده و نشانه‌هایی از قابلیت ایجاد تقابل در جو اجتماعی صلح‌آمیز کنونی اتریش نشان داده است.

## کشاورزی، صنعت و خدمات

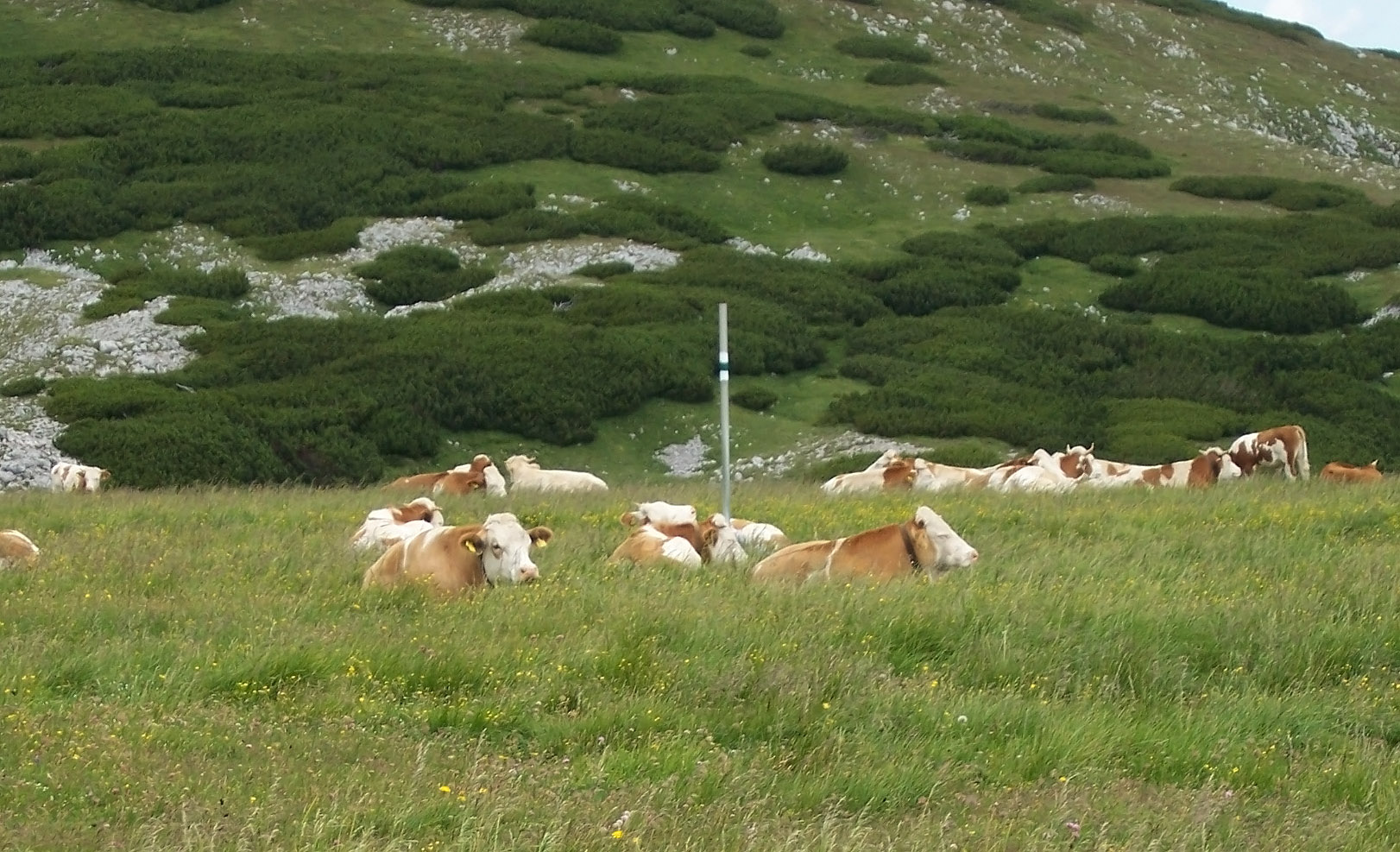
گاوها در نزدیکی قلهٔ کوه اشنیبرگ

مزارع اتریش، مانند سایر کشورهای کوهستانی اروپای غربی، کوچک و پراکنده بوده، و تولیدات آن‌ها نسبتاً پرهزینه است. از زمان عضویت اتریش در اتحادیهٔ اروپا در سال ۱۹۹۵، بخش کشاورزی اتریش تحت اصلاحات اساسی در قالب سیاست مشترک کشاورزی اتحادیه اروپا (CAP) قرار گرفته است. با وجود این که کشاورزان اتریشی حدود ۸۰ درصد نیازهای غذایی داخلی را تأمین می‌کنند؛ سهم کشاورزی در تولید ناخالص داخلی (GDP) نسبت به سال ۱۹۵۰ به کمتر از ۳ درصد کاهش یافته است.
برخی از صنایع مانند کارخانه‌های آهن و فولاد، کارخانه‌های شیمیایی و شرکت‌های نفت؛ و صنایع بزرگ با استخدام هزاران نفر در سطح جهانی رقابت می‌کنند. با این حال؛ اکثر شرکت‌های صنعتی و تجاری در اتریش در مقیاس بین‌المللی نسبتاً کوچک هستند.

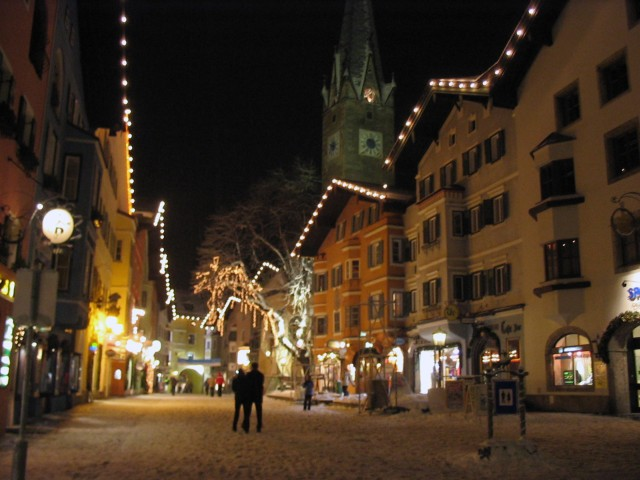
کیتسبوهل، یکی از شهرهای معروف توریستی زمستانی اتریش

مهم‌ترین بخش اقتصاد اتریش بخش خدمات است که قسمت عمدهٔ تولید ناخالص داخلی اتریش را تشکیل می‌دهد. وین به یک مرکز مالی و مشاوره تبدیل شده و طی دهه‌های گذشته موقعیت خود را به عنوان دروازه‌ای به شرق تثبیت کرده است. شرکت‌های حقوقی و بانک‌های وین از جمله شرکت‌های پیشرو در تجارت با کشورهای عضو جدید اتحادیه اروپا هستند. همچنین گردشگری برای اقتصاد اتریش بسیار مهم است و حدود ۱۰ درصد از تولید ناخالص داخلی اتریش را تشکیل می‌دهد. در سال ۲۰۰۱، اتریش با بیش از ۱۸٫۲ میلیون گردشگر دهمین کشور پربازدید جهان بود. پیش از آن، وابستگی به گردشگران آلمانی، این بخش از اقتصاد اتریش را بسیار به اقتصاد آلمان وابسته می‌کرد. با این حال، تحولات اخیر تغییراتی را ایجاد کرده است. به ویژه از آنجایی که پیست‌های اسکی زمستانی مانند آرلبرگ یا کیتزبوهل امروزه بیش از پیش مورد بازدید اروپایی‌های شرقی، روس‌ها و آمریکایی‌ها قرار می‌گیرند.
تولیدات کشاورزی اتریش در سال ۲۰۱۸ عبارتند از:
- ۲٫۲ میلیون تن چغندر قند (از چغندر برای تولید شکر و اتانول استفاده می‌شود)؛
- ۲٫۱ میلیون تن ذرت؛
- ۱٫۳ میلیون تن گندم؛
- ۶۹۷ هزار تن سیب‌زمینی؛
- ۶۹۵ هزار تن جو؛
- ۳۸۷ هزار تن سیب؛
- ۳۶۷ هزار تن انگور؛
- ۲۷۸ هزار تن چاودم؛
- ۱۸۴ هزار تن سویا؛
- ۱۷۷ هزار تن چاودار (دوازدهمین تولیدکننده بزرگ جهان)؛
- ۱۳۲ هزار تن پیاز؛
- ۱۲۰ هزار تن کلزا؛
- ۱۱۱ هزار تن گلابی.

همچنین تولیدات کمتر از سایر محصولات کشاورزی.

## خدمات مراقبت‌های بهداشتی

هزینه‌های مراقبت‌های بهداشتی اتریش در سال‌های ۱۹۷۰ تا ۲۰۰۷ در مقایسه با سایر کشورها

سیستم بهداشت و درمان اتریش در ابتدا در کنار سایر برنامه‌های رفاه اجتماعی توسط سوسیال-دموکرات‌ها در وین توسعه یافت.

## بازرگانی
تجارت با سایر کشورهای اتحادیه اروپا تقریباً ۶۶ درصد از واردات و صادرات اتریش را تشکیل می‌دهد. گسترش تجارت و سرمایه‌گذاری در بازارهای نوظهور اروپای مرکزی و شرقی عنصر اصلی فعالیت اقتصادی اتریش است. تجارت با این کشورها تقریباً ۱۴ درصد از واردات و صادرات اتریش را تشکیل می‌دهد. شرکت‌های اتریشی سرمایه‌گذاری‌های قابل توجهی در این کشورها داشته صنایع تولیدی که مبتنی‌بر نیروی کار هستند یا فناوری پایین‌تری نیاز دارند را به این کشورها انتقال می‌دهند. اگرچه رونق سرمایه‌گذاری بزرگ کاهش یافته است؛ اتریش هنوز پتانسیل جذب شرکت‌های اتحادیهٔ اروپا که به دنبال دسترسی راحت به این بازارهای در حال توسعه هستند را دارد.

## ادغام و تملک
شرکت‌ها و سرمایه‌گذارانی از اتریش در ادغام و اکتساب (M&A) فعال هستند. از سال ۱۹۹۱، بیش از ۷۱۸۳ تراکنش ادغام و اکتساب با ارزش کل معلوم ۲۶۱٫۶ میلیارد یورو اعلام شده است. در سال ۲۰۱۷، بیش از ۲۴۵ معامله با ارزش کل بیش از ۱۲٫۹ میلیارد. یورو صورت گرفته است. این معاملات نه تنها در سطح ملی، بلکه به عنوان سرمایه‌گذاری‌های مهم در M&A فرامرزی در خارج از کشور نیز فعال هستند. به‌طوری که آلمان مهم‌ترین شریک این روند است. تاکنون ۸۵۴ شرکت آلمانی توسط هلدینگ‌های اصالتاً اتریشی خریداری شده است.
بخشی از اقتصاد که بیشترین فعالیت M&A در اتریش از نظر ارزش معاملاتی را داشته، بخش مالی بوده است. با این حال بخشی که بیشترین تعداد معاملات را داشته، صنعت بوده است. صنایع اتریش ۱۹٫۲٪ تراکنش‌های اقتصادی را تشکیل می‌دهند.

## داده‌ها
جدول زیر شاخص‌های اصلی اقتصادی در سال‌های ۱۹۸۰–۲۰۱۸را نشان می‌دهد. تورم زیر ۲ درصد سبز است.
| سال  | تولید ناخالص داخلی (GDP) (میلیارد یورو) | سرانهٔ تولید ناخالص داخلی (یورو) | رشد GDP (حقیقی) | نرخ تورم (درصد) | نرخ بیکاری (درصد) | بدهی‌های دولتی (درصد از GDP) |
| ---- | --------------------------------------- | ------------------------------- | --------------- | --------------- | ----------------- | --------------------------- |
| ۱۹۸۰ | ۷۶٫۰                                    | ۱۰٫۰۷۶                          | ۲٫۳٪            | ۶٫۳٪            | ۱٫۶٪              | ناموجود                     |
| ۱۹۸۱ | ۸۰٫۹                                    | ۱۰٬۷۰۵                          | −۰٫۱٪           | ۶٫۸٪            | ۲٫۲٪              | ناموجود                     |
| ۱۹۸۲ | ۸۶٫۳                                    | ۱۱٬۴۷۷                          | ۱٫۹٪            | ۵٫۴٪            | ۳٫۱٪              | ناموجود                     |
| ۱۹۸۳ | ۹۲٫۵                                    | ۱۲٬۲۶۶                          | ۲٫۸٪            | ۳٫۳٪            | ۳٫۷٪              | ناموجود                     |
| ۱۹۸۴ | ۹۷٫۱                                    | ۱۲٬۸۷۵                          | ۰٫۳٪            | ۵٫۷٪            | ۳٫۸٪              | ناموجود                     |
| ۱۹۸۵ | ۱۰۲٫۴                                   | ۱۳٬۵۶۱                          | ۲٫۲٪            | ۳٫۲٪            | ۳٫۶٪              | ناموجود                     |
| ۱۹۸۶ | ۱۰۷٫۶                                   | ۱۴٬۲۴۰                          | ۲٫۳٪            | ۱٫۷٪            | ۳٫۱٪              | ناموجود                     |
| ۱۹۸۷ | ۱۱۱٫۷                                   | ۱۴٬۷۶۵                          | ۱٫۷٪            | ۱٫۴٪            | ۳٫۸٪              | ناموجود                     |
| ۱۹۸۸ | ۱۱۹٫۶                                   | ۱۵٬۷۸۹                          | ۱٫۰٪            | ۱٫۹٪            | ۲٫۷٪              | ۵۷٫۵٪                       |
| ۱۹۸۹ | ۱۲۸٫۰                                   | ۱۶٬۸۴۹                          | ۳٫۹٪            | ۲٫۲٪            | ۲٫۳٪              | ۵۶٫۳٪                       |
| ۱۹۹۰ | ۱۳۷٫۵                                   | ۱۷٬۹۸۹                          | ۴٫۳٪            | ۲٫۸٪            | ۲٫۷٪              | ۵۵٫۹٪                       |
| ۱۹۹۱ | ۱۴۷٫۴                                   | ۱۹٬۱۲۱                          | ۳٫۴٪            | ۳٫۱٪            | ۳٫۲٪              | ۵۶٫۱٪                       |
| ۱۹۹۲ | ۱۵۵٬۸                                   | ۱۹٫۹۷۲                          | ۲٬۰٪            | ۳٬۴٪            | ۳٬۳٪              | ۵۶٬۰٪                       |
| ۱۹۹۳ | ۱۶۰٫۹                                   | ۲۰٬۴۱۲                          | ۰٫۵٪            | ۳٫۲٪            | ۴٫۰٪              | ۶۰٫۶٪                       |
| ۱۹۹۴ | ۱۶۸٫۹                                   | ۲۱٬۳۰۵                          | ۲٫۴٪            | ۲٫۷٪            | ۳٫۹٪              | ۶۳٫۷٪                       |
| ۱۹۹۵ | ۱۷۶٫۶                                   | ۲۲٬۲۱۶                          | ۲٫۷٪            | ۱٫۶٪            | ۴٫۲٪              | ۶۷٫۹٪                       |
| ۱۹۹۶ | ۱۸۲٫۵                                   | ۲۲٬۹۳۵                          | ۲٫۴٪            | ۱٫۸٪            | ۴٫۷٪              | ۶۷٫۸٪                       |
| ۱۹۹۷ | ۱۸۸٫۷                                   | ۲۳٬۶۸۵                          | ۱٫۹٪            | ۱٫۲٪            | ۴٫۸٪              | ۶۳٫۱٪                       |
| ۱۹۹۸ | ۱۹۶٫۳                                   | ۲۴٬۶۱۵                          | ۳٫۶٪            | ۰٫۸٪            | ۴٫۷٪              | ۶۸٫۸٪                       |
| ۱۹۹۹ | ۲۰۳٫۹                                   | ۲۵٬۵۰۶                          | ۳٫۶٪            | ۰٫۵٪            | ۴٫۱٪              | ۶۱٫۱٪                       |
| ۲۰۰۰ | ۲۱۳٫۶                                   | ۲۶٬۶۶۲                          | ۳٫۴٪            | ۲٫۰٪            | ۳٫۹٪              | ۶۵٫۷٪                       |
| ۲۰۰۱ | ۲۲۰٫۵                                   | ۲۷٬۴۲۰                          | ۱٫۳٪            | ۲٫۳٪            | ۴٫۰٪              | ۶۶٫۴٪                       |
| ۲۰۰۲ | ۲۲۶٫۷                                   | ۲۸٬۰۵۴                          | ۱٫۷٪            | ۴٫۴٪            | ۴٫۴٪              | ۶۷٫۰٪                       |
| ۲۰۰۳ | ۲۳۱٫۹                                   | ۲۸٬۵۶۱                          | ۰٫۹٪            | ۱٫۳٪            | ۴٫۸٪              | ۶۴٫۹٪                       |
| ۲۰۰۴ | ۲۴۲٫۳                                   | ۲۹٬۶۶۵                          | ۲٫۷٪            | ۲٫۰٪            | ۵٫۵٪              | ۶۴٫۸٪                       |
| ۲۰۰۵ | ۲۵۴٫۱                                   | ۳۰٬۸۹۰                          | ۲٫۲٪            | ۲٫۱٪            | ۵٫۷٪              | ۶۸٫۳٪                       |
| ۲۰۰۶ | ۲۶۷٫۸                                   | ۳۲٬۳۹۳                          | ۳٫۵٪            | ۱٫۸٪            | ۵٫۲٪              | ۶۷٫۰٪                       |
| ۲۰۰۷ | ۲۸۴٫۰                                   | ۳۴٬۲۳۴                          | ۳٫۷٪            | ۲٫۲٪            | ۴٫۹٪              | ۶۴٫۷٪                       |
| ۲۰۰۸ | ۲۹۳٫۸                                   | ۳۵٬۳۰۱                          | ۱٫۵٪            | ۳٫۲٪            | ۴٫۱٪              | ۶۸٫۴٪                       |
| ۲۰۰۹ | ۲۸۸٫۰                                   | ۳۴٬۵۳۱                          | −۳٫۸٪           | ۰٫۴٪            | ۵٫۳٪              | ۷۹٫۶٪                       |
| ۲۰۱۰ | ۲۹۵٫۹                                   | ۳۵٬۳۹۰                          | ۱٫۸٪            | ۱٫۷٪            | ۴٫۸٪              | ۸۲٫۴٪                       |
| ۲۰۱۱ | ۳۱۰٫۱                                   | ۳۶٬۹۷۱                          | ۲٫۹٪            | ۳٫۵٪            | ۴٫۶٪              | ۸۲٫۲٪                       |
| ۲۰۱۲ | ۳۱۸٫۷                                   | ۳۷٬۸۱۶                          | ۰٫۷٪            | ۲٫۶٪            | ۴٫۹٪              | ۸۱٫۶٪                       |
| ۲۰۱۳ | ۳۲۳٫۹                                   | ۳۸٬۲۰۹                          | ۰٫۰٪            | ۲٫۱٪            | ۵٫۳٪              | ۸۱٫۰٪                       |
| ۲۰۱۴ | ۳۳۳٫۱                                   | ۳۸٬۹۹۲                          | ۰٫۷٪            | ۱٫۵٪            | ۵٫۶٪              | ۸۳٫۸٪                       |
| ۲۰۱۵ | ۳۴۴٫۳                                   | ۳۹٬۸۹۳                          | ۱٫۱٪            | ۰٫۸٪            | ۵٫۷٪              | ۸۴٫۳٪                       |
| ۲۰۱۶ | ۳۵۶٫۲                                   | ۴۰٬۷۶۰                          | ۲٫۰٪            | ۱٫۰٪            | ۶٫۰٪              | ۸۳٫۷٪                       |
| ۲۰۱۷ | ۳۶۹٫۹                                   | ۴۱٬۹۶۴                          | ۲٫۶٪            | ۲٫۲٪            | ۵٫۵٪              | ۷۸٫۸٪                       |
| ۲۰۱۸ | ۳۸۷٫۴                                   | ۴۳٬۵۹۸                          | ۲٫۷٪            | ۲٫۱٪            | ۴٫۹٪              | ۷۴٫۲٪                       |